# Charles Hayward

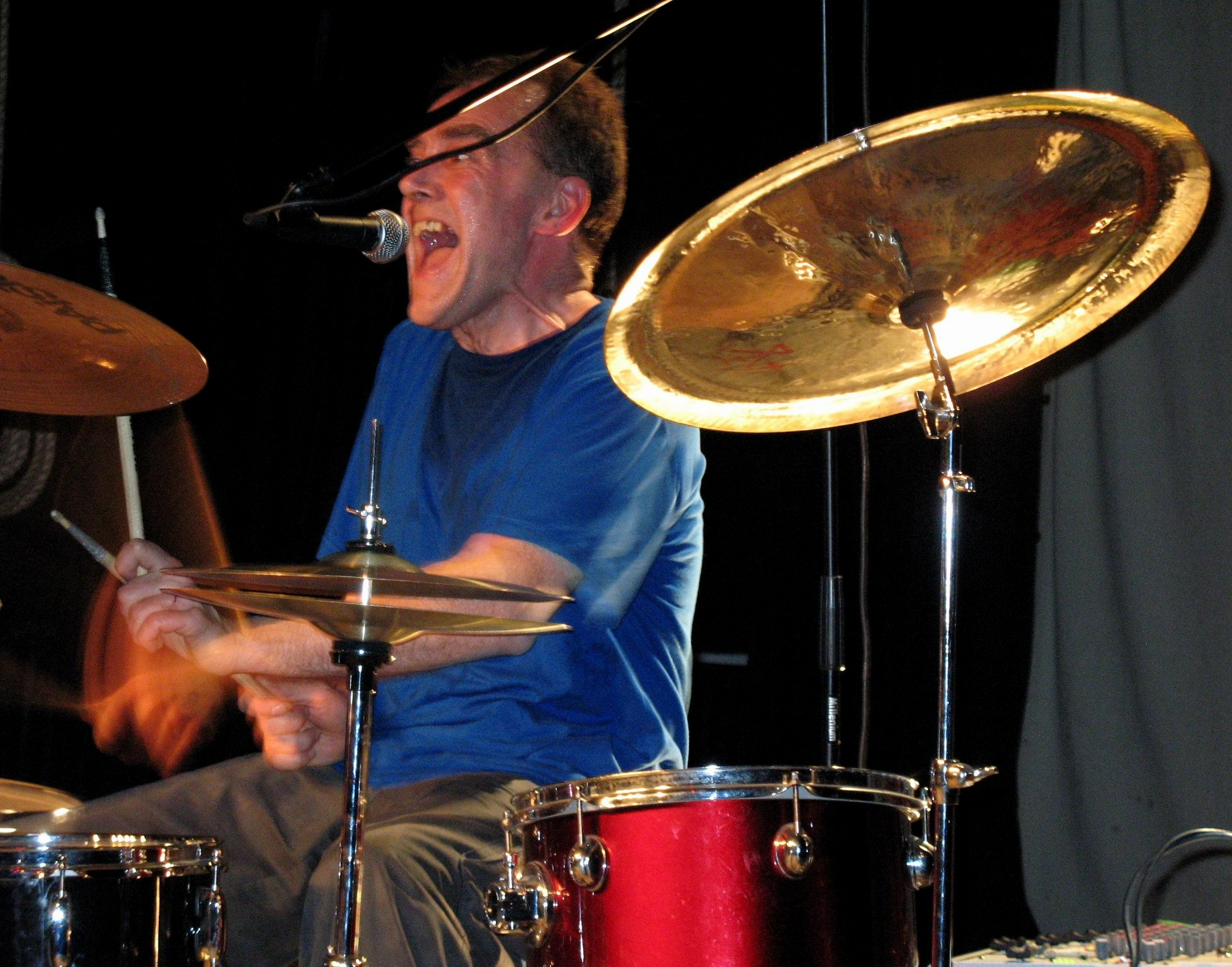
Charles Hayward (2007)

Charles Hayward (* 1951) ist ein britischer Schlagzeuger, der zuerst als Leiter der experimentellen Rockband This Heat bekannt wurde. Er widmete sich dann Soloprojekten und arbeitete mit zahlreichen Fusion- und Alternative-Rock-Bands zusammen.

## Leben und Wirken
Hayward begann mit elf Jahren, Schlagzeug zu spielen. Zwischen 1970 und 1972 war er Mitglied von Quiet Sun. Danach trat er mit Gong auf, ohne auf einem Album zu erscheinen. 1976 begann er, mit Charles Bullen und Gareth Williams zu üben. Die Gruppe spielte bis 1978 Material ein, veröffentlichte ein erstes Album als This Heat aber erst 1979. Nach dem Erscheinen des zweiten Albums Deceit (1981) brach die Band auseinander. 
Hayward arbeitete als Studiomusiker für Lora Logic, The Raincoats und Everything but the Girl, bevor er mit dem Bassisten Trefor Goronwy und dem Tonbandmanipulator Stephen Rickard als Camberwell Now mehrere Alben für Recommended einspielte. Als sich die Band 1987 auflöste, begann Hayward eine Solokarriere. Dem Debütalbum Survive the Gesture (1987) folgten Skew-whiff (1989) Switch on War (1991) und My Secret Alphabet (1993, mit dem Bassisten Nick Doyne-Ditmas). 1998 holten ihn Fred Frith und Bill Laswell zur Band Massacre, die bis 2013 fünf Alben vorlegte. Heiner Goebbels engagierte ihn für sein Projekt Der Mann im Fahrstuhl (ECM 1988). 2001 arbeitete er als Schlagzeuger in Ted Miltons Band Blurt.
Seitdem arbeitete Hayward in unterschiedlichen Bandprojekten, die sich teilweise stärker der improvisierten Musik näherten:
- Shape Moreton mit Rob Mills, Nick Doyne-Ditmas, Ashleigh Marsh und Chris Cornetto
- Albert Newton mit Harry Beckett, John Edwards und Pat Thomas
- Clear Frame mit Lol Coxhill, Hugh Hopper und Orphy Robinson
- Mathilde 253 mit Han-earl Park und Ian Smith
- Monkey Puzzle Trio mit Viv Corringham und Nick Doyne-Ditmas (Album White World 2010)
- About Group mit John Coxon, Pat Thomas und Alexis Taylor
- Abstract Concrete mit Agathe Max, Otto Willberg, Roberto Sassi, Yoni Silver (gleichnamiges Album 2023)[1]

Weiterhin ist er auf Phil Manzaneras Alben Diamond Head (1975) und Firebird V11 (2008) und auf Billy Jenkins Songs of Praise Live! zu hören.

## Diskographie
Soloalben
- Survive the Gesture (1987) Sub Rosa
- Skew Whiff – A Tribute to Mark Rothko (1990) Sub Rosa
- Switch on War (1991) Sub Rosa
- Escape from Europe – Live in Japan vol 1 (1996) Locus Solus
- Double Agent(s) – Live in Japan vol 2 (1999) Locus Solus
- Near + Far – Live in Japan vol 3 (1999) Locus Solus
- Abracadabra Information (2004) Locus Solus
- Live at Tone Deaf 10-27-11 (2012) Otoacoustic, 12xFile, MP3, Album, 320
- One Big Atom (2011) Continuity… Records
- Trademark Ground (2012) Otoacoustic
- Anonymous Bash (2014) Samarbeta Residency, LP + DVD
- Objects of Desire (2019) Blank Editions

Kollaborationsprojekte (Auswahl)
- Charles Hayward, Gigi Masin: Les Nouvelles Musiques De Chambre Volume 2 (1989) Sub Rosa
- Charles Hayward, Nick Doyne-Ditmas: My Secret Alphabet (1993) Sub Rosa[2]
- La 1919 (Chris Cutler, Charles Hayward, Roberto Zorzi): Jouer. Spielen. To Play (1994) Materiali Sonori
- Percy Howard, Charles Hayward, Fred Frith, Bill Laswell: Meridiem (1998) Materiali Sonori
- Massacre: Funny Valentine (1998) Tzadik
- Massacre: Meltdown (2001) Tzadik
- Clear Frame (2007) Continuity… Records (mit Lol Coxhill, Hugh Hopper, Orphy Robinson, sowie Robert Wyatt)
- Massacre: Lonely Heart (2007) Tzadik
- Charles Hayward, John Coxon, Pat Thomas, Alexis Taylor: About (2009) Treader
- GOL & Charles Hayward: GOL & Charles Hayward (2010) Planam
- Monkey Puzzle Trio (Charles Hayward, Nick Doyne-Ditmas, Viv Corringham): White World (2010) Slowfoot
- Mathilde 253 with Lol Coxhill: Mathilde 253 (2011) Slam Productions
- Massacre: Love Me Tender (2013) Tzadik
- John Coxon, Charles Hayward, Ashley Wales, Rupert Clervaux, Eben Bull, Beatrice Dillon: Disarm (2013) Lisson Gallery
- Monkey Puzzle Trio: The Pattern Familiar (2014) Slowfoot
- Uneven Eleven (Charles Hayward, Guy Segers, Kawabata Makoto): Live at Cafe Oto (2015) Sub Rosa
- Charles Hayward, Thurston Moore: Improvisations (2017)